# Liu Jing (athlétisme, 1977)
Pour les articles homonymes, voir Liu Jing.
Dans ce nom chinois, le nom de famille, Liu, précède le nom personnel.
Liu Jing (en chinois : 刘静), née le 8 août 1977, est une athlète chinoise, spécialiste des courses de haies.

## Carrière
Liu Jing est médaillée de bronze du 100 mètres haies aux Jeux de l'Asie de l'Est de 1997 à Busan.
Elle est ensuite médaillée d'argent du 100 mètres haies aux Jeux asiatiques de 1998 à Bangkok, avant de remporter l'or dans cette discipline aux Jeux asiatiques de 2006 à Doha ainsi qu'aux Championnats d'Asie d'athlétisme en salle 2008 à Doha.